# Pixote (álbum)
Pixote é o sexto álbum de estúdio do cantor e compositor brasileiro Zeca Pagodinho e o terceiro com o produtor Ivan Paulo, lançado no ano de 1991.
Em 1991, Zeca Pagodinho já havia vendido meio milhão de discos, e após o revés comercial do disco anterior, o artista tentou novamente suplantar o movimento do pagode paulista, que havia tomado conta dos holofotes nacionais no inicio dos anos 90 com bandas como Art Popular, Exaltasamba, Negritude Junior, Raça Negra, Só Pra Contrariar, Os Travessos, Soweto, entre outros. O cantor tentou manter sua sonoridade tradicional investindo em compositores portelenses que o acompanhavam desde o primeiro disco, no tempo das rodas do Cacique de Ramos.
Este disco contou com a participação especial do consagrado violinista Raphael Rabello, na faixa "Pot-Pourri da Velha Guarda", recebido pela mídia da época como uma grande surpresa.

## Faixas
| N.º            | Título | Compositor(es)                                                                      | Duração |  |
| 1.             | "Pixote" | Sereno / Mário Sergio                                                               | 4:31    |  |
| 2.             | "Quais, Quais, Quais" | Éfson                                                                               | 3:16    |  |
| 3.             | "Samba no Chão" | Otacílio da Mangueira / Ary do Cavaco                                               | 3:41    |  |
| 4.             | "Pot-Pourri da Velha Guarda: Lá em Mangueira / Não Se Faça de Inocente / Não Sei Porque Me Olhas Tanto / Já Sei de Tudo Mulher / Andava Chorando Perambulando" (part: Raphael Rabello) | Herivelto Martins / Heitor dos Prazeres; Gradim; Ismar; Alcides Dias; Nelson Amorim | 3:44    |  |
| 5.             | "Ah! Leque" | Beto sem Braço / Maurição / Souza do Banjo                                          | 3:42    |  |
| 6.             | "Minha Fama Ninguém Tira" (part: Oswaldo Luiz) | Tio Hélio / Nílton Campolino                                                        | 3:33    |  |
| 7.             | "Lua de Ogum" | Zeca Pagodinho / Ratinho                                                            | 2:45    |  |
| 8.             | "Em Nome da Alegria" | Zeca Pagodinho / Almir Guineto / Carlos Senna                                       | 3:58    |  |
| 9.             | "Mafuá de Iaiá" | Zeca Pagodinho / Serginho / Argemiro da Portela                                     | 3:13    |  |
| 10.            | "Cativeiro do Amor" | Beto Sem Braço / Souza do Banjo / Carlos Senna                                      | 3:31    |  |
| 11.            | "Mão Fina" | Arlindo Cruz / Jorge David                                                          | 3:13    |  |
| 12.            | "Portela Sem Vaidade" | Monarco                                                                             | 3:14    |  |
| 13.            | "Bamba no Feitiço" | Zeca Pagodinho / Wilson Moreira                                                     | 3:04    |  |
| Duração total: | Duração total: | Duração total:                                                                      | 45:23   |  |